# Critical Software
A Critical Software é uma empresa de software e sistemas de informação portuguesa com sede em Coimbra e de implantação internacional, especializada em oferecer soluções, serviços e tecnologias fiáveis para sistemas de informação de missão crítica e negócio, garantindo suporte às funções operacionais chave, incluindo ferramentas de software para a proteção pessoal e de equipamentos de monitorização, garantindo que os processos críticos são conduzidos de forma eficiente e segura.

## História
Spin-off da incubadora de empresas do Instituto Pedro Nunes (IPN) da Universidade de Coimbra, a empresa foi fundada em 1998, em Coimbra, Portugal, onde está sediada, e tem atualmente escritórios em Lisboa, Porto, Tomar, Vila Real e Viseu (Portugal) com subsidiárias no Reino Unido (Southampton e Yeovil), Alemanha (Frankfurt) e Estados Unidos (Califórnia).
A Critical Software suporta clientes em vários mercados verticais, incluindo Aeronáutica, Espaço, Defesa, Ferroviário, Telecomunicações, Governo, Serviços Financeiros, Energia, Utilities e Saúde, com competências centrais que cobrem Embedded systems e Sistemas em Tempo Real, Soluções Especializadas de Comando e Controlo, Apoio Logístico Integrado, Segurança e Infraestrutura, Integração e Manutenção, Business Intelligence, Sistema de Gestão da Avaliação de Risco (RAMS) e Independent Software Verification and Validation.
Entre os seus clientes estão empresas de topo como as Forças Armadas Portuguesas e do Reino Unido, a AgustaWestland, a EADS, a Thales Alenia Space, as agências espaciais norte-americana (NASA), europeia (ESA), chinesa (CNSA) e japonesa (JAXA), a Vodafone, a PT, a Deutsche Telekom, o Grupo Portucel-Soporcel, a Infineon, a Qimonda, a Bombardier, a EDP, a Enersis, a CGD, o BES, o Bank of New York, o Ministério da Justiça e da Administração Interna de Portugal, entre outros.
A metodologia da empresa opera num sistema de gestão da qualidade certificada pela CMMI® Level5, ISO 9001:2015, EN 9100, AQAP 2110 e 2210 (NATO), e implementa também as normas ISO 12207 e ISO 15504 (SPICE).

## Ver Também
Indústria aeroespacial em Portugal